# Intervision Song Contest 1977
Intervision Song Contest 1977 var den första upplagan av musiktävlingen Intervision Song Contest. Finalen anordnades i Sopot i Polen och vanns av Helena Vondrackova för Tjeckoslovakien med låten Malovany dzbanku som sjöngs på tjeckiska.